# Филь, Олег Владимирович
Олег Владимирович Филь (латыш. Oļegs Fiļs; род. 12 декабря 1973, Рига) — латвийский предприниматель.
Учился на экономическом факультете Латвийского университета. С 1993 года занимался банковской деятельностью, в 1995 году вместе со своим деловым партнёром Эрнестом Бернисом вошёл в число акционеров Айзкраукльского банка, в дальнейшем преобразованного в ABLV Bank. В 1996—2011 годах заместитель председателя правления банка, затем вплоть до ликвидации банка в 2018 году председатель совета. Руководя этим банком, несколько лет признавался самым богатым человеком Латвии — в 2012 году с состоянием около 108 млн латов (примерно 154 млн евро), в 2016 году с состоянием 310 млн евро. В 2020 году Олег Филь с состоянием в 144 млн евро занял второе место в списке 100 самых богатых людей Латвии.
В 2004 году приобрёл обширное поместье Нурмуйжа, приступив к его масштабной реставрации, высоко оцениваемой специалистами.
Член Совета Латвийской торгово-промышленной палаты.